# Jean-Christophe Bouvet
Jean-Christophe Bouvet (n. 24 martie 1947) este un actor, regizor și scenarist francez.

## Filmografie de actor
- 1977 : La Machine, regizat de Paul Vecchiali
- 1977 : Le théâtre des matières, regizat de Jean-Claude Biette
- 1987 : Sous le soleil de Satan, regizat de Maurice Pialat
- 1991 : J'embrasse pas, regizat de André Téchiné
- 1992 : Savage Nights (Les Nuits fauves), regizat de Cyril Collard
- 1994 : La Cité de la peur, regizat de Alain Berbérian
- 1994 : L'Eau froide, regizat de Olivier Assayas
- 1996 : Le complexe de Toulon, regizat de Jean-Claude Biette
- 1997 : Vicious Circles, regizat de Sandy Whitelaw
- 1998  : Taxi directed by Gérard Pirès
- 1999 : Gloria, regizat de Manuela Viegas
- 1999 : Les passagers, regizat de Jean-Claude Guiguet
- 2000 : Taxi 2, regizat de Gérard Krawczyk
- 2000 : Lise et André, regizat de Denis Dercourt
- 2001 : La boîte, regizat de Claude Zidi
- 2002 : Jojo la frite, regizat de Nicolas Cuche
- 2002 : Les naufragés de la D17, regizat de Luc Moullet
- 2002 : La Sirène rouge, regizat de Olivier Megaton
- 2003 : Saltimbank, regizat de Jean-Claude Biette
- 2003 : Taxi 3, regizat de Gérard Krawczyk
- 2004 : Notre musique, regizat de Jean-Luc Godard
- 2004 : Mensonges et trahisons et plus si affinités..., regizat de Laurent Tirard
- 2005 : Il sera une fois, regizat de Sandrine Veysset
- 2005 : La vie privée, regizat de Mehdi Ben Attia et Zina Modiano
- 2005 : L'Ivresse du pouvoir, regizat de Claude Chabrol
- 2006 : Les Brigades du Tigre, regizat de Jérôme Cornuau
- 2006 : Marie-Antoinette, regizat de Sofia Coppola
- 2006 : Chacun sa nuit, regizat de Pascal Arnold  et Jean-Marc Barr
- 2006 : Lisa et le pilote d'avion, regizat de Philippe Barassat
- 2007 : Taxi 4
- 2009 : The Beast (La bête)
- 2010 : Black Venus
- 2013 : Honey Killer (short film), regizat de Antony Hickling